# Chuck McGill (Better Call Saul)
Charles "Chuck" Lindbergh McGill Jr. es un personaje ficticio que aparece en la serie de televisión de drama criminal Better Call Saul, una precuela derivada de Breaking Bad. Es interpretado por Michael McKean y fue creado por Vince Gilligan y Peter Gould.
Chuck nació en Cicero, Illinois, Estados Unidos y es el hijo mayor de Ruth y Charles McGill Sr. Es el hermano mayor del también abogado y personaje principal Jimmy McGill/Saul Goodman. Chuck es un abogado exitoso que dirige su propio bufete de abogados, Hamlin, Hamlin, & McGill (HHM), con su socio comercial y amigo Howard Hamlin. Al inicio de la serie, Chuck esta semi-recluso y cree que sufre de hipersensibilidad electromagnética. Se divorció amigablemente de Rebecca Bois, quien desconocía su EHS, unos años antes de los eventos de la serie.
Aunque en la primera temporada parecía que inicialmente apoyaba a Jimmy, en su interior Chuck albergaba sentimientos de resentimiento hacia él debido a su pasado de estafador y su carisma, además del enfoque de Jimmy en su carrera como abogado. A partir de la segunda temporada, Chuck se transforma en el némesis de Jimmy. Su traición y oposición a la carrera de Jimmy y su posterior muerte sirven como catalizador para la transformación de su hermano en Saul Goodman. La influencia de Chuck también afecta profundamente las vidas y carreras de Howard Hamlin y Kim Wexler.
El desarrollo del personaje de Chuck y la actuación de McKean durante las primeras tres temporadas recibieron elogios de la crítica, y muchos críticos argumentaron que McKean dio la mejor actuación en televisión durante 2017, en la emisión de la tercera temporada.

## Concepción y desarrollo
Michael McKean había trabajado anteriormente con Vince Gilligan como el personaje recurrente Morris Fletcher, que apareció por primera vez en el episodio "Dreamland" de The X-Files. Los dos se mantuvieron en contacto desde entonces sobre posibles proyectos, aunque durante ese tiempo gran parte del trabajo de McKean se concentró en la ciudad de Nueva York para el teatro de Broadway mientras que Gilligan estaba en Los Ángeles trabajando para televisión.
Cuando Gilligan finalmente se puso en contacto con McKean para participar en Better Call Saul, aceptó el papel sabiendo solo lo mínimo sobre la sensibilidad electromagnética de Chuck, ya que era fanático de Breaking Bad y confiaba en las capacidades de Gilligan.
Cuando comenzó la filmación de la serie en 2014, McKean inicialmente tuvo que dividir su tiempo entre interpretar a Chuck y actuar en All the Way, una obra de Broadway que casualmente también protagonizó Bryan Cranston, quien había interpretado a Walter White en Breaking Bad. Cuando se anunció el casting de McKean en abril de 2014, su personaje fue deliberadamente mal llamado "Dr. Thurber", que según McKean se basó en el humorista James Thurber. El verdadero nombre de Chuck, Charles Lindbergh McGill, se inspiró en el aviador Charles Lindbergh.
En entrevistas, McKean ha declarado que, si bien Chuck se esforzó por frustrar los intentos de Jimmy de salir adelante como abogado, no siempre se planeó que Chuck recurriera a trucos turbios. Describió a su personaje como una persona que, hasta el inicio de su creencia de que sufría de sensibilidad electromagnética, había "seguido todas las reglas" y que de repente vio que todo lo que tenía se le escapaba. Por esta razón, Chuck no podía entender cómo, en cambio, alguien como Jimmy que no seguía las reglas,  podía prosperar. Gilligan dijo que Chuck se planeó originalmente como un personaje inspirado en Mycroft Holmes, el hermano de Sherlock Holmes; emocionalmente dañado pero que apoyaba los esfuerzos de Jimmy, con Howard Hamlin como antagonista inicial. Sin embargo, mientras filmaban los primeros episodios y veían las interacciones, al equipo de redacción se le ocurrió la idea de convertir a Chuck en el antagonista, mientras que Howard apoyaría más a Jimmy, contradiciendo su rigor exterior.
Para ayudarse en sus representaciones de los personajes, McKean y Odenkirk discutieron sobre las relaciones de Chuck y Jimmy con sus padres y la forma en que estos los habrían tratado.
McKean declaró que Gilligan y Gould preguntaron a los actores al comienzo de la temporada dónde les gustaría ver a sus personajes en general. Finalmente, con poco aviso, Gilligan y Gould le darían instrucciones más específicas a los actores. A pesar de la breve notificación, McKean confió en que los showrunners estaban haciendo lo correcto con el personaje.
Para el momento de filmar el séptimo episodio de la tercera temporada, "Expenses", McKean recibió la "llamada de muerte" de Chuck. Gilligan y Gould le informaron que Chuck moriría en el final de esa temporada, el décimo episodio, "Lantern". McKean había estado esperando la llamada según el arco del personaje y no se arrepintió ni tuvo problemas con eso. Dijo que: "Chuck no pertenecía al universo de Jimmy cuando se convirtió en Saul Goodman, así que sabía que era muy posible [Chuck moriría antes de eso]".

## Biografía del personaje
Chuck McGill nació en 1944 y creció en Cicero, Illinois. A la edad de 14 años, se graduó del Francis Xavier High School como valedictorian, siendo el graduado más joven en la historia de la escuela. Completó su licenciatura en la Universidad de Pensilvania y luego se graduó magna cum laude del Centro de Derecho de la Universidad de Georgetown. Después de trabajar tanto en el Tribunal de Cancillería de Delaware como en el Tribunal de Apelaciones del Décimo Circuito de los Estados Unidos, Chuck se unió a la práctica individual de George Hamlin en Albuquerque, Nuevo México . Durante los siguientes 23 años, los dos abogados, a los que luego se unió el hijo de George, Howard, convirtieron a Hamlin, Hamlin y McGill (HHM) en uno de los bufetes de abogados más grandes del suroeste de los Estados Unidos. Al principio de su carrera, Chuck se destacó en el derecho penal, argumentando y ganando el caso que sentó un precedente: The State v. González. 
Diez años antes de los eventos de "Better Call Saul", Chuck defendió a su hermano menor Jimmy después de que defecara a través del techo corredizo del BMW de un rival romántico, sin saber que los hijos del hombre estaban en el asiento trasero. Como condición para ayudar a Jimmy, Chuck le exigió que abandonara su vida como estafador y aceptara un trabajo legítimo en la sala de correo de HHM. Mientras trabajaba en la sala de correo de HHM, Jimmy se inspiró en la habilidad de Chuck como abogado y decidió convertirse en uno también. Con ese fin, Jimmy completó en secreto su título universitario, asistió a una facultad de derecho por correspondencia y aprobó el examen de abogados. También se hizo amigo, y luego se involucró sentimentalmente, con Kim Wexler, una estudiante de derecho, cuyos estudios pagaba el bufete, que también trabajaba en la sala de correo y luego se convirtió en abogada asociada en HHM. A diferencia de Kim, HHM no contrató a Jimmy como abogado y dejó la sala de correo de la firma para desarrollar su práctica legal en solitario.
En el momento de su divorcio de Rebecca Bois, Chuck comenzó a pensar que sufría de hipersensibilidad electromagnética y se ausentó de las actividades del bufete. Durante este tiempo, Jimmy comenzó a cuidar de Chuck comprando y entregando sus comestibles y periódicos todos los días.

### Temporada 1
Jimmy sigue ayudando a Chuck con las tareas diarias de su casa. Aunque Chuck ha tomado una licencia, aún mantiene su posición como socio mayoritario del bufete. Howard intenta comprar la participación de Chuck en HHM con un pago simbólico, pero Jimmy hace retroceder a Howard exigiéndole que le pague a Chuck el valor total.
Jimmy organiza un rescate falso de un trabajador de vallas publicitarias para conseguir publicidad para su empresa. Jimmy elimina el periódico local de Chuck de su entrega diaria para ocultarle el falso rescate. Al darse cuenta de la situación, Chuck recurre a robar el periódico de su vecina (dejando $5 dólares como pago). Esto lleva a que la policía irrumpa en su casa y lo electrocute. Es llevado al hospital y el médico le demuestra a Jimmy que la enfermedad de Chuck es psicosomática. Jimmy rechaza la recomendación del médico de internar a Chuck en una institución mental e insiste en que puede cuidar a Chuck en su casa.
Jimmy sospecha que en una comunidad de jubilados de Sandpiper Crossing, están cobrando de más a sus residentes. Recoge documentos triturados que pueden ser evidencia de la basura y comienza a juntarlos en la casa de Chuck. Chuck está impresionado con los instintos legales de Jimmy e interviene para ayudar, descubriendo documentos clave que prueban que Jimmy tiene razón. Jimmy y Chuck intentan que Sandpiper resuelva el caso fuera de los tribunales, pero sus abogados se niegan. Jimmy y Chuck inician una demanda colectiva y continúan reuniendo pruebas, lo que reaviva el entusiasmo de Chuck por ejercer la abogacía. Mientras trabaja con Jimmy, sale distraídamente para recuperar documentos del automóvil de Jimmy sin sus precauciones habituales de hipersensibilidad electromagnética. Chuck sugiere que el caso es demasiado grande para ellos dos solos y que deberían obtener la ayuda de HHM. Howard acepta tomar el caso y le ofrece a Jimmy una pequeña tarifa de abogado y un porcentaje del fallo o acuerdo, pero lo excluye de la participación activa.
Jimmy descubre que Chuck usó a Howard en secreto para sacarlo del caso, de la misma manera que Chuck usó a Howard para impedir que Jimmy se convirtiera en abogado en HHM. Jimmy se enfrenta a Chuck, quien le confiesa a Jimmy que no lo considera un "abogado de verdad", ya que sigue siendo el mismo "Slippin 'Jimmy" de Cicero, ahora en un espacio tan sagrado para Chuck como las leyes. Jimmy corta los lazos con él y hace arreglos para que Howard se haga cargo de su cuidado.

### Temporada 2
Howard asigna a Ernesto, amigo de Jimmy, para que cuide a Chuck. A medida que crece el caso de Sandpiper, HHM trae al bufete Davis & Main para ayudarlos. D&M contrata a Jimmy como asociado debido a su familiaridad con el caso y su relación con los clientes.
Chuck comienza a sospechar que Jimmy usa tácticas cuestionables para obtener nuevos demandantes. Al mismo tiempo, Jimmy produce un anuncio de televisión para llegar a más demandantes potenciales y lo transmite sin la aprobación de Davis & Main. Jimmy decide renunciar y se comporta de manera tal, que obliga a Davis & Main a despedirlo sin motivo.
Kim, que conocía el anuncio de Jimmy pero no lo informó a los socios de HHM, es reasignada al trabajo de revisión de documentos en el nivel de entrada. Para recuperar el favor de Howard, trae un nuevo cliente, el banco Mesa Verde. A pesar de esto, Howard mantiene a Kim en la revisión de documentos, llevándose el crédito del trato. Kim deja HHM para iniciar su propia empresa en un espacio de oficina compartido con Jimmy. Inicialmente persuade a Mesa Verde para que se convierta en su cliente, pero Howard y Chuck logran retener el negocio para HHM.
Los síntomas de hipersensibilidad electromagnética de Chuck reaparecen como resultado de sus viajes a las oficinas de HHM para reunirse con el presidente y la abogada de Mesa Verde. Ernesto llama a Jimmy para pedir ayuda y Jimmy se ofrece a pasar la noche con Chuck. Allí  aprovecha la oportunidad para alterar los documentos que su hermano ha preparado para una nueva solicitud de sucursal de Mesa Verde. Cuando la junta bancaria estatal revisa la solicitud, descubre los errores, lo que resulta en un retraso en sus planes. El presidente y la abogada de Mesa Verde llevan el negocio del banco nuevamente a Kim. Chuck inmediatamente sospecha que Jimmy lo saboteó. Kim infiere la culpabilidad de Jimmy y le dice que si dejó alguna evidencia, Chuck la encontrará. Jimmy va a la tienda de copias donde alteró los documentos, con la intención de sobornar al empleado por su silencio. Descubre que Ernesto ya está allí, después de haber investigado tiendas de copias en todo Albuquerque en nombre de Chuck. Ernesto se va para recoger a Chuck y traerlo de regreso para hablar con el empleado. Jimmy lo soborna y luego espera al otro lado de la calle a la espera de que llegue. Chuck intenta interrogar al empleado, pero su hipersensibilidad electromagnética hace que se derrumbe y se golpee la cabeza contra el mostrador. 
Jimmy duda sobre si revelar su presencia, pero entra en la tienda, administra los primeros auxilios y hace que el empleado llame a una ambulancia. En el hospital, Chuck se pregunta cómo Jimmy llegó a la escena tan rápido, y Ernesto afirma falsamente haberlo llamado preocupado por la salud de Chuck. Chuck luego finge un colapso mental importante, lo que hace que Jimmy, afligido por la culpa, confiese haber manipulado el documento en un esfuerzo por calmar a Chuck. Después de que Jimmy deja la casa de Chuck, Chuck revela una grabadora de voz oculta, que activó antes de su llegada.

### Temporada 3
Chuck le promete a Jimmy que pagara consecuencias de su fraude en Mesa Verde. Chuck y Howard discuten la grabación, que Howard dice que no es admisible en la corte, pero Chuck hace arreglos para que Ernesto la escuche y luego le jura silencio. Como lo planeaba, Ernesto le dice a Kim, quien luego le dice a Jimmy. Insegura del plan de Chuck, Kim quiere que Jimmy deje que Chuck dé el primer paso, pero Jimmy irrumpe en su casa y destruye la grabación en presencia de Chuck, un investigador privado, que contrató para la causa y Howard, lo que resulta en su arresto. Chuck le sugiere al asistente del fiscal de distrito que Jimmy podría evitar la prisión al confesar el allanamiento y poner la confesión a disposición del colegio de abogados del estado. Con Jimmy enfrentando la inhabilitación, Kim se ofrece a ayudarlo a luchar contra los cargos que se le imputan.
Chuck le admite a Kim que tiene una copia de la grabación y tiene la intención de usarla en la audiencia disciplinaria hacia Jimmy, lo que significa que Jimmy y Kim podrán interrogarlo después de que lo autentique. Kim cancela al reparador que Chuck había llamado para arreglar la puerta que Jimmy destruyó durante el robo y Jimmy le pide a Mike Ehrmantraut que se haga pasar por él; Mike arregla la puerta mientras fotografía clandestinamente la casa de Chuck para documentar sus extrañas condiciones de vida. La sala de audiencias está preparada para su testimonio, incluido el apagado de todos los dispositivos eléctricos y el almacenamiento de teléfonos celulares fuera de la sala. Jimmy invita a la audiencia a la exesposa de Chuck, Rebecca, alegando que está angustiado y necesita su ayuda, pero Chuck lo ve como un intento de ponerlo nervioso antes de que testifique. Cuando Jimmy interroga a Chuck sobre lo sensible que es a la electricidad, Chuck sospecha un truco y acusa a Jimmy de quedarse con su teléfono celular. Jimmy luego revela que hizo que Huell Babineaux colocara en secreto la batería del teléfono celular de Jimmy en el bolsillo de Chuck, y Chuck la llevó durante más de una hora sin darse cuenta. La sugerencia de que su enfermedad es mental pone nervioso a Chuck, quien lanza una larga descarga contra Jimmy, exponiendo su resentimiento hacia él; pero se da cuenta demasiado tarde de que su arrebato ha dejado en silencio a toda la sala del tribunal.
Jimmy recibe una suspensión de un año, pero no queda inhabilitado. Chuck se encierra en su casa y Rebecca intenta que Jimmy la ayude a hablar con él, pero Jimmy se niega. Howard sugiere que Chuck considere la suspensión de Jimmy como una victoria y siga adelante, y Chuck parece estar de acuerdo. La posibilidad de que su enfermedad sea psicosomática lleva a Chuck a comenzar a ver a la Dra. Cruz, una terapeuta que lo ayuda a sobrellevar sus síntomas hasta el punto en que puede caminar afuera y realizar tareas como ir de compras al supermercado con relativa normalidad.
Cuando Jimmy se reúne con su aseguradora de mala praxis para obtener un reembolso de su prima, descubre que su póliza debe permanecer vigente durante su suspensión. Finge un colapso emocional por la condición de Chuck, lo que lleva a los representantes de la compañía de seguros a reunirse con Howard y Chuck. Las aseguradoras les informan que las tasas de negligencia de HHM aumentarán sustancialmente a menos que se asigne otro abogado para supervisar constantemente a Chuck. Chuck quiere pelear con el seguro, pero Howard lo anima a retirarse. Chuck luego demanda a HHM, con la esperanza de que esto obligue a Howard a dar marcha atrás. Para su sorpresa, Howard compra la participación de Chuck en la sociedad, usando fondos personales y préstamos para hacer el primero de tres pagos de $3 millones de dólares. Howard luego anuncia que Chuck se ha retirado, con efecto inmediato.
Cuando Kim es hospitalizada después de sufrir un accidente automovilístico, Jimmy intenta hacer las paces con Chuck, pero Chuck lo rechaza y le confiesa a Jimmy que nunca fue realmente tan importante para él, además de recalcarle que siempre le hará daño a quienes lo rodean. Los síntomas de EHS vuelven a surgir y se obsesiona con encontrar un dispositivo que esta causando que su medidor de electricidad funcione. Quita todos sus electrodomésticos, abre las paredes para quitar el cableado y finalmente destruye el medidor. Habiendo llegado a su punto de ruptura, Chuck derriba intencionalmente una lámpara de gas y provoca un incendio fatal.

### Temporada 4
Finalmente Chuck muere en el fuego que provocó. Jimmy está conmocionado por su muerte y cree que él mismo tiene la culpa debido a su interacción con la compañía de seguros. Howard cree que la muerte de su antiguo socio fue culpa suya porque lo obligó a retirarse. Al escuchar esto, Jimmy permite que Howard cargue con la culpa y recupera su actitud optimista habitual. Chuck deja la mayor parte de su patrimonio a su exesposa, con solo un legado de $5,000 dólares para Jimmy, que es suficiente para evitar que impugne el testamento. Cuando Kim recoge el cheque de herencia de Jimmy, Howard le da una carta que Chuck le escribió a Jimmy. Kim finalmente se lo da a Jimmy, quien lo lee en su presencia. La carta no tiene fecha, pero aparentemente fue escrita mientras Jimmy trabajaba en la sala de correo de HHM. Elogia sus esfuerzos por dejar atrás su pasado de estafador y hacer un trabajo honesto, pero también es vagamente condescendiente. Jimmy lo llama despectivamente "agradable", pero Kim está visiblemente molesta por eso. Jimmy se entera de que HHM tiene problemas financieros debido a los pagos adeudados a la herencia de Chuck y porque los eventos recientes les hicieron perder clientes.
Un año después, Jimmy asiste a su audiencia de reincorporación y se sorprende al saber que su suspensión continuará porque no abordó debidamente el conflicto con Chuck durante el interrogatorio de los miembros del panel. Jimmy apela y, en preparación para la audiencia, Kim lo ayuda a fingir varias muestras públicas de dolor por su muerte. En la apelación, Jimmy comienza a leer la carta de Chuck, luego se detiene y da un discurso improvisado en el que promete ser digno del nombre de McGill si es reintegrado. La apelación de Jimmy tiene éxito, pero le revela a Kim que el discurso fue una actuación poco sincera y que planea ejercer la abogacía bajo el nombre de Saul Goodman.
Chuck aparece en dos flashbacks. En el primero ambientado en 1993, el personal de HHM felicita a Chuck antes de la enfermedad después de que argumenta una jurisprudencia oscura para cerrar con éxito un caso lucrativo para la firma. La recepción que recibe Chuck sirve como catalizador para los estudios legales posteriores de Jimmy, que llevará a cabo en secreto. En el segundo, Chuck aparece con Jimmy ante la junta de examinadores de abogados durante la admisión de nuevos abogados en 1998 y brinda la introducción ritual y la referencia del personaje de Jimmy. Después de la ceremonia, Chuck asiste a una celebración para Jimmy en un bar de karaoke. Después de que Jimmy persuade a un Chuck inicialmente reacio a cantar "The Winner Takes It All" con él, Chuck toma el centro del escenario de su hermano. La escena final muestra a ambos en la casa de Jimmy, borrachos y cantando.

### Temporada 5
Chuck no aparece, pero su vida y muerte continúan afectando a Jimmy, Howard y Kim. Jimmy ha aceptado por completo el alias de Saul Goodman, nombre que utilizaba cuando vendía teléfonos prepagos y le dice a Kim que continuar usándolo le brinda una base de clientes instantánea para la práctica del derecho penal. Cuando Kim intenta disuadirlo de ejercer la abogacía como Saul, Jimmy indica que es necesario si quiere escapar de la sombra dejada por el legado profesional de Chuck. Chuck se convierte en el cuñado póstumo de Kim cuando ella se casa con Jimmy, una táctica que le permite a Jimmy contarle a Kim la verdad sobre su trabajo como Saul al incluir el privilegio conyugal en sus conversaciones.
Howard propone contratar a Jimmy en HHM, asegurándole que la disputa fue entre Jimmy y Chuck, no con la empresa. Jimmy está inquieto por el recordatorio de su pasado y rechaza la oferta de Howard. Jimmy está tan nervioso que irrita a Howard usando bolas de bolos para destrozar su auto y prostitutas para interrumpir su almuerzo de negocios con Clifford Main, socio en Davies & Main. Cuando Howard confronta a Jimmy y rescinde su oferta, Jimmy responde criticando a Howard por causar la muerte de Chuck y enojado le dice que, como Saul Goodman, se ha vuelto demasiado grande para las limitaciones de un trabajo en HHM.
Cuando Howard ve a Kim en el juzgado, ella le comenta que dejó Schweikart & Cokely y su trabajo en Mesa Verde para poder concentrarse en casos de defensa criminal pro bono. Howard asume que Jimmy está detrás de esta decisión y le cuenta a Kim sobre la reciente campaña de acoso de Jimmy contra él. Kim se ríe de Howard, dice que la insulta la idea de que no puede decidir por sí misma y le comenta que en realidad no entiende a Jimmy. Howard le dice enojado a Kim que Chuck realmente conocía a Jimmy mejor que nadie.

### Temporada 6
Cuando Cary, un nuevo empleado de HHM, deja caer varias latas de refresco mientras se prepara para la sesión de mediación relacionada con la demanda de Sandpiper, Howard le muestra el truco de girar la lata varias veces para evitar que explote cuando se abre, un método que dice aprendió de Chuck. Howard continúa diciéndole a Cary que Chuck era la mente legal más grande que jamás haya conocido, cuando Cary le pregunta sobre él. Mientras se enfrenta a Jimmy y Kim después de que su complot lo humilla y fuerza un acuerdo en el caso Sandpiper, Howard les recuerda a Jimmy y Kim la opinión de Chuck de que Jimmy no puede evitar causar daño a todos los que lo rodean.
En el último capítulo, Chuck aparece en un flashback ambientado antes de los eventos de la serie, con Jimmy ayudándolo a controlar sus síntomas de EHS llevándole comida a domicilio. Cuando Chuck le pregunta por qué lo hace, Jimmy le dice que son hermanos y que Chuck haría lo mismo por él. Esta afirmación parece incomodar a Chuck brevemente y luego insiste en que Jimmy se quede para que puedan hablar. Chuck pregunta si Jimmy alguna vez consideró un camino de vida diferente, y Jimmy, que no está interesado en comprometerse con Chuck, responde que Chuck "nunca cambió su camino". Antes de que Jimmy se vaya, Chuck señala que "siempre terminamos teniendo la misma conversación, ¿no?" 

## Recepción
La interpretación de Michael McKean de Chuck McGill ha recibido elogios de la crítica. Por su actuación, Michael McKean ganó un Premio Satellite como Mejor Actor de Reparto en 2018. Más tarde, McKean recibió una nominación para un premio Primetime Emmy como actor invitado destacado en una serie dramática por su aparición como invitado en la cuarta temporada.
El episodio de la primera temporada "Pimiento" recibió elogios de la crítica, y muchos críticos elogiaron las actuaciones de Bob Odenkirk y Michael McKean, en la escena donde Chuck revela su naturaleza a Jimmy. Roth Cornet de IGN le dio al episodio una calificación de 9.0; concluyendo que: "Better Call Saul reveló la traición que muy bien puede estar en el corazón de lo que convierte a Jimmy McGill en Saul Goodman, a medida que esta historia increíblemente elaborada continúa desarrollándose".
El episodio de la tercera temporada "Chicanery" recibió elogios universales, y algunos críticos lo consideraron como el mejor de la serie hasta ese minuto. Terri Schwartz de IGN otorgó al episodio un 10 sobre 10 perfecto, y lo describió como "el mejor episodio de Better Call Saul hasta la fecha". Actualmente tiene un 100% perfecto en Rotten Tomatoes con un puntaje promedio de 9.5/10 basado en 12 reseñas. El consenso del sitio dice: "La guerra entre Jimmy y Chuck llega a un clímax sin precedentes en el desgarrador, sobrio y definitorio 'Chicanery', un episodio que claramente consolida a Better Call Saul como televisión esencial". TVLine nombró a Michael McKean el "Artista de la semana" por su actuación en este episodio, escribiendo que fue el "mejor escaparate hasta ahora por su fascinante interpretación en capas como el hermano de Jimmy, Chuck McGill". Donna Bowman de The AV Club, quien le dio al episodio una calificación de "A", elogió la escena de la sala del tribunal y dijo que "no es solo para darnos la satisfacción de un drama judicial, el final limpio donde sale la verdad. La brillantez de esta estructura es darnos una vista en cámara lenta de la caída del cielo, un resultado perseguido metódicamente por Kim y Jimmy, que sin embargo parece no darles satisfacción".
Muchos críticos se sintieron decepcionados cuando McKean, de quien se dijo que había dado "una de las mejores actuaciones de cualquier persona en la televisión durante todo el año", no logró obtener una nominación al Emmy en 2017, caso contrario al de su coprotagonista Jonathan Banks que si fue nominado.
Matt Zoller Seitz de Vulture, considera a Chuck como el equivalente de Better Call Saul al personaje de Breaking Bad, Skyler White.
En 2020, Screen Rant lo posicionó en el puesto número 9 entre los personajes principales por simpatía de la serie, solo por encima de Héctor Salamanca. En su explicación para ese lugar, dijeron: "Las primeras temporadas del programa entran en muchos detalles que muestran cómo Jimmy perdió el rumbo en su carrera como abogado honesto. Una gran parte del problema se debió a su propio hermano, Chuck McGill. Chuck es un abogado exitoso por derecho propio, pero en lugar de estar orgulloso de que Jimmy siguiera sus pasos, trató de detenerlo".